# Adolfo Rodrigues da Costa Portela
Adolfo Rodrigues da Costa Portela (Além da Ponte, freguesia de Recardães, Águeda, 16 de Agosto de 1866 - Fundão, 17 de Novembro de 1923) foi um escritor, poeta e dramaturgo português.

## Biografia
Adolfo Portela nasceu em 1866 em Águeda.
Filho de José Rodrigues Pinto e Maria de Jesus e Silva, formou-se em Direito na Universidade de Coimbra, tendo sido advogado e recebedor em Águeda e no Fundão.
Aos 24 anos casou com uma fundanense.
Entre a sua obra como poeta, temos Orvalhadas (1895), Sol Posto (1896) e Pela África (1896).
Na prosa, deixou-nos Contos e Baladas (1891), Boémia Lírica (1893), Jornal do Coração (1897), O País do Luar (1902), Por bem de Águeda (1903) e Águeda - Crónica, Paisagens, Tradições (1904).
Como dramaturgo, escreveu A Festa do Pão, Manga do Frade, A Noiva de João, A Flor de Linho e Tambor e Folia. Estas peças, embora não tenham sido publicadas, foram encenadas diversas vezes, como aconteceu em Maio de 2006 no Cine-Teatro São Pedro, a maior sala de espectáculos de Águeda.
Na área jornalística, conhece-se colaboração da sua autoria na revista Branco e Negro (1896-1898). e ainda, no periódico O Azeitonense  (1919-1920).
No Fundão existe uma rua com o seu nome, precisamente onde fica a casa que ajudou a construir é hoje a loja social.
Adolfo Portela morreu em 1923.